# Pabbay (Barra)
Pabbay (Schots-Gaelisch: Pabaigh) is een klein eiland in het zuiden van de archipel van de Buiten-Hebriden. 
Het eiland ligt zo'n drie kilometer ten zuidwesten van Sandray (Sanndraigh) en even ver ten noordoosten van Mingulay (Miu' Laigh). De zeestraat tussen Pabbay en Sandray heet de Caolas Phabaigh, zoals er ook een tussen Harris en North Uist bestaat. In deze zeestraat liggen nog kleinere eilandjes zoals Greanamul en Liangaigh.
In het zuidwesten van Pabbay ligt de Bagh Bàn, die mede gevormd wordt door het eiland Roisinis, dat net niet aan het westen van Pabbay vasthangt. Ten zuidwesten van Pabbay liggen twee kleine archipelletjes, Binnen-Heisgeir en Buiten-Heisgeir. De kaap in het zuidwesten van het eiland heet de Rubha Greotach, de zuidoostelijke heet Rubh' a'Charnain. Er stromen drie riviertjes op Pabbay, waarvan het langste in het noorden ontspringt, naar het oosten uitwijkt en vóór de oostkust van het eiland scherp westwaarts draait, om vervolgens over vrijwel de gehele lengte van het eiland richting westkust te stromen. Het hoogste punt van Pabbay is An Tobha; het meet 171 meter.
Pabbay is, zoals alle omringende eilanden, volledig onbewoond.